# Juville

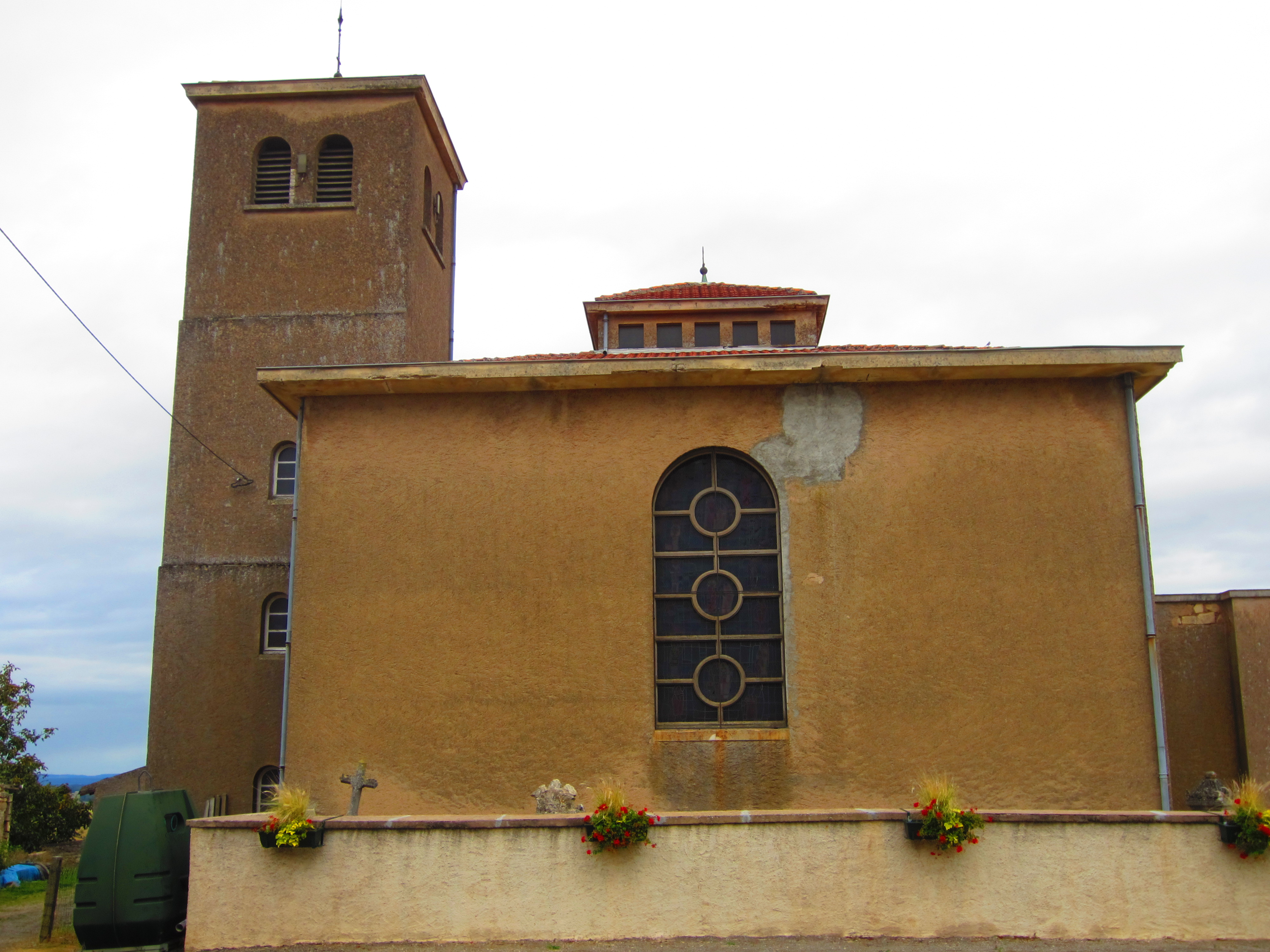
Kirche St. Maurice

Juville ist eine französische Gemeinde mit 138 Einwohnern (Stand 1. Januar 2022) im Département Moselle in der Region Grand Est (bis 2015  Lothringen). Sie gehört zum Arrondissement Sarrebourg-Château-Salins. 

## Geographie
Die Gemeinde Juville liegt in Lothringen im Saulnois (Salzgau), 27 Kilometer südwestlich von Metz, 18 Kilometer nordwestlich von Château-Salins und sechs Kilometer nordwestlich von Delme auf einer Höhe zwischen 252 und 392 m über dem Meeresspiegel. Das Gemeindegebiet umfasst 6,13 km².

## Geschichte
Das Dorf gehörte früher zum Herzogtum Lothringen und dem Bistum Metz und wurde 1661 von Frankreich annektiert. Vor der Revolution war der Ort der Gerichtsbarkeit der Benediktiner der Abtei St. Vinzenz in Metz unterstellt, die hier ein Haus besaßen. Die Dorfkirche ist neu, der Turm wurde jedoch schon vor 1178 erbaut. Hier führte einst eine Römerstraße vorbei, und es wurden viele alte Gräber gefunden.
Durch den Frankfurter Frieden vom 10. Mai 1871 kam die Region an das deutsche Reichsland Elsaß-Lothringen, und das Dorf wurde dem Kreis Château-Salins im Bezirk Lothringen zugeordnet. Die Dorfbewohner betrieben Getreidebau und Viehzucht; beim Dorf gab es Steinbrüche.
Nach dem Ersten Weltkrieg musste die Region aufgrund der Bestimmungen des Versailler Vertrags 1919 an Frankreich abgetreten werden. Im Zweiten Weltkrieg war die Region von der deutschen Wehrmacht besetzt.
De Ort trug 1915–1919 den eingedeutschten Namen Juweiler bzw. 1940–1944 Jungweiler. 

### Bevölkerungsentwicklung
| Jahr      | 1962 | 1968 | 1975 | 1982 | 1990 | 1999 | 2007 | 2019 |
| Einwohner | 78   | 84   | 90   | 64   | 80   | 98   | 107  | 122  |

## Wappen
Das Gemeindewappen zeigt die ehemaligen weltlichen und kirchlichen Abhängigkeiten von Juville: heraldisch rechts das Wappen der Grafen von Salm (Baronie von Viviers), heraldisch links mit Lilie und Palmzweig die Attribute der Abtei St. Vincent in Metz.